# 佃煮

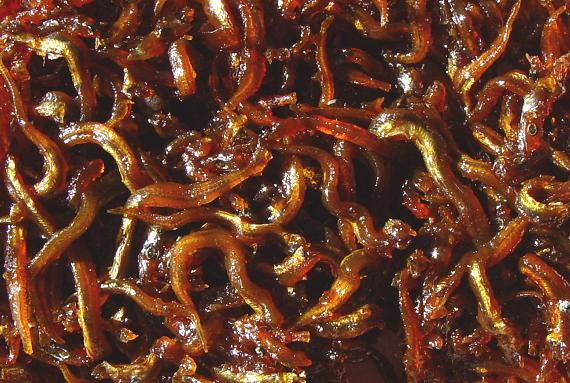
釘煮（イカナゴやその稚魚の佃煮）

佃煮（つくだに）は、小魚、小エビ、貝類、昆布などの水産物、あるいは野菜などの農産物などを原料に、砂糖、醤油、飴、みりん、調味料などで作られた濃厚な調味液を浸透させ甘辛く煮つめた加工食品。#種類
由来に関しては諸説あるが一般に、江戸の佃島の漁民が小魚を塩辛く煮込んで保存食とし、余ったものを「佃煮」として売り出したのが始まりとされている。 #歴史

## 歴史

### 佃煮の由来
江戸時代、徳川家康は名主の森孫右衛門に摂津国の佃村（現在の大阪市西淀川区佃）の腕の立つ漁師を江戸に呼び寄せるよう言い、隅田川河口の石川島南側にあった干潟を埋め立てて住まわせ、そこが佃島と呼ばれるようになり（現在の東京都中央区佃）、佃島の漁民は悪天候時の食料や出漁時の船内食とするため自家用として小魚や貝類を塩や醤油で煮詰めて常備菜や保存食にしていた。雑魚がたくさん獲れると、佃煮を大量に作り多く売り出すようになったといわれ、保存性の高さと価格の安さから江戸庶民に普及し、さらには参勤交代の武士が江戸の名物・土産物として各地に持ち帰ったため全国に広まったとされる。
以上の説が一般的だが、次のような異説が無いわけではない。
- 1858年（安政5年）に青柳才助が創始したとする説[9]。なお才助は佃島の塩煮から「佃煮」と名付けたとされる。
- 1862年（文久2年）に浅草瓦町の鮒屋佐吉が創始したとする説[9]。なお佐吉は、それまで塩煮であった佃煮を独自な改良（種類ごとの素材に分け、当時高級であった醤油を初めて使用するという斬新な発想）のもと現在の佃煮の原型を創り出した。[10]
- 日本橋の伊勢屋太兵衛が創始したとする説[9]。
- 大坂の住吉明神を江戸の佃島に住吉神社として分霊し、その祭礼では雑魚を煮詰めたものを供えていた（醬油煮説と塩煮説がある）[4]。このことから、住吉神社に雑魚を煮詰めたものを「佃煮」として供えたことに由来するという説[9]。

全国調理食品工業協同組合では、佃島に住吉神社を祀ったのが正保2年（1646年）6月29日であることと、2（英語でtwo＝ツー）と9（く）の語呂合わせから、6月29日を「佃煮の日」としている。

### 近現代
明治時代に入り、西南戦争、日清戦争、日露戦争を通して、佃煮は缶詰とともに軍用食としての適性（栄養性、簡便性、保存性等）が注目され、それまでの家内製造から小規模工場生産に発展した。また、生鮮魚介類を使用した生佃煮（生つくだ煮）だけだった原料も、明治時代から大正時代の初期にかけて関西商人の手によって乾燥原料を用いた佃煮が作られるようになり関東地方へと広まった。
関東大震災の発生後、大正末期には佃煮は栄養性、保存性、簡便性のある副食物として需要が著しく増大した。昭和に入り不況を経て、1939年（昭和14年）から1940年（昭和15年）にかけて非常時食として再び需要が拡大したが、第二次世界大戦による物資統制により佃煮業界も下火となった。
戦後、1950年（昭和25年）頃には再び隆昌を取り戻したが、日本では食生活の欧米化が進み、一定規模以上の業者は真空包装殺菌による煮豆の製造に乗り出した。1970年代頃から伝統的な高級嗜好品的な製品は別として、現代風の佃煮は消費者の薄味志向、健康志向の高まりなどから、低塩、低糖、無添加の志向が強くなった。

## 種類
佃煮は主なものだけでも118種類あるといわれており、それ以外に地方の特産品の佃煮も多種類あり、さらには混合佃煮製品と呼ばれる2〜3種類の原料を一緒に煮た佃煮もあり、さらにあめ煮、でんぶ、しぐれ煮など形状や製造方法によっても多岐に分かれ、昆布佃煮だけでも塩昆布、角切昆布、昆布巻、しそ昆布など多くの種類があり、これらの違いも数え上げると佃煮の種類は相当な数になる。
佃煮は使用する原料により分類され、水産物原料による佃煮、農産物原料による佃煮、畜産物原料による佃煮、煮豆に分類されることがある。水産物原料を用いた佃煮には、昆布、海苔、ちりめんしらすなどの佃煮がある。農産物原料を用いた佃煮には、フキや葉唐辛子などの佃煮がある。また、畜産物原料を用いた佃煮には牛肉の佃煮などがある。牛肉の佃煮（牛肉のしぐれ煮）は、三重の柿安が最初は料亭の調理場で余る牛肉の細切りを材料として秘伝のたれでまかない食として作ったものが美味しくて1978年にその製造工場を新設して世に広まった。
全国調理食品工業協同組合の「佃煮の種類」では、水産佃煮、農産佃煮、混合佃煮、その他佃煮、あめ煮、でんぶ、しぐれ煮、その他に分類している。
|            | 主な原料 |
| ---------- | --- |
| 水産佃煮   | 塩昆布、塩ふき昆布、ハゼ、ワカサギ、小フナ、モロコ、ゴリ、穴子、ウナギ、シラウオ、エビ、アミ、カツオ角煮、マグロ角煮、アサリ、赤貝、シジミ、ハマグリなど |
| 農産佃煮   | フキ、葉唐辛子、シソ、ゴボウ、ワラビ、ゼンマイ、ハスなど                                                                                                 |
| 混合佃煮   | フキ、葉唐辛子、シソ、ゴボウ、ワラビ、ゼンマイ、ハスなど                                                                                                 |
| その他佃煮 | イナゴ、蜂の子、クルミなど |
| あめ煮     | あめ煮（飴煮）は、砂糖、水飴、塩などで似た甘味の強いものをいう。                                                                                         |
| でんぶ     | 桜でんぶ、黄でんぶ、白でんぶ、かつおでんぶ、鯛でんぶ、栄養でんぶなど。でんぶを参照。                                                                     |
| しぐれ煮   | しぐれ煮は生姜などを使って辛味を強くしたものをいう。しぐれはまぐり、しぐれあさりなど                                                                     |
| その他     | 甘露煮、鉄火味噌など |

なお、佃煮は調味加工品のうち調味煮熟品に分類されるが、でんぶは調味煮熟品ではなく調味乾製品に分類されることもある。

## 製法
煮熟味付け方法には、浮かし煮法と煎り付け煮法、昆布佃煮などに用いられるその中間的な煮方がある。
- 浮かし煮法 - 多量の調味液を煮立てて原料を投入し、十分に煮込んだ後に引き揚げて冷却する方法[12]。
- 煎り付け煮法 - 原料とそれに見合った調味液を煮立て、焦げ付かないように撹拌し、調味液をすべて原料にからめてしまう方法[12]。
- 昆布佃煮など - 煎り付け煮法と同じく一定量の原料に対して一定量の調味液を用いるが、醤油をじっくりと浸透させ最終段階で「むらし」を行うもの[12]。

## ギャラリー

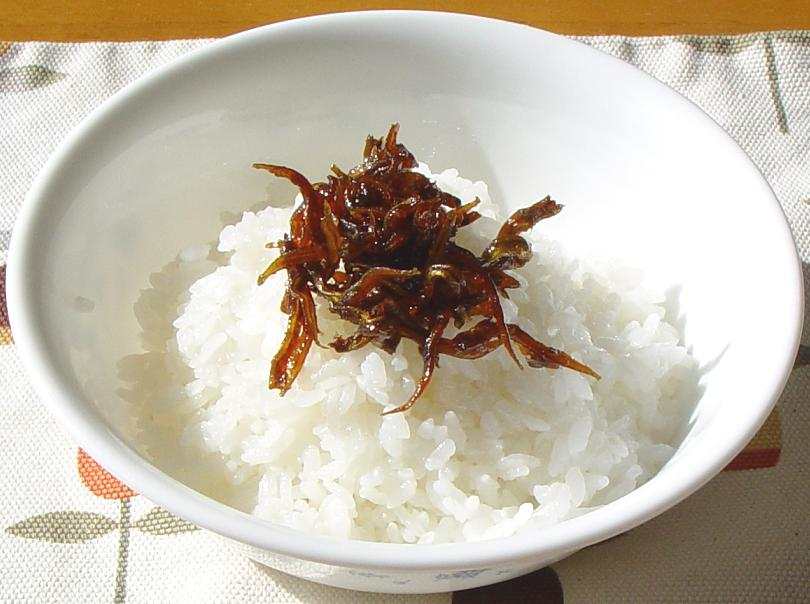
ご飯のおかずとして載せられたイカナゴ佃煮
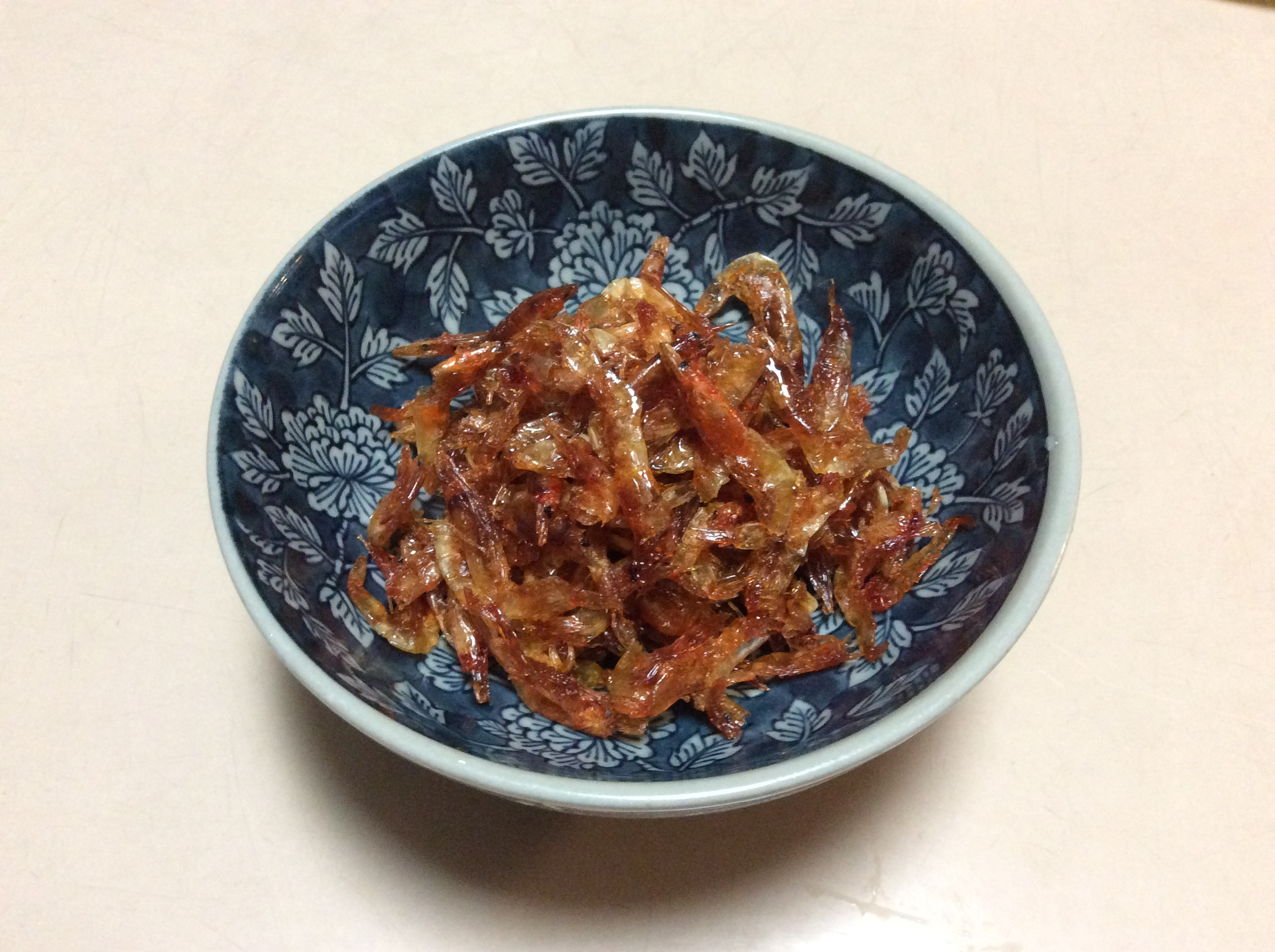
静岡市の桜エビの佃煮（2017年9月20日撮影）
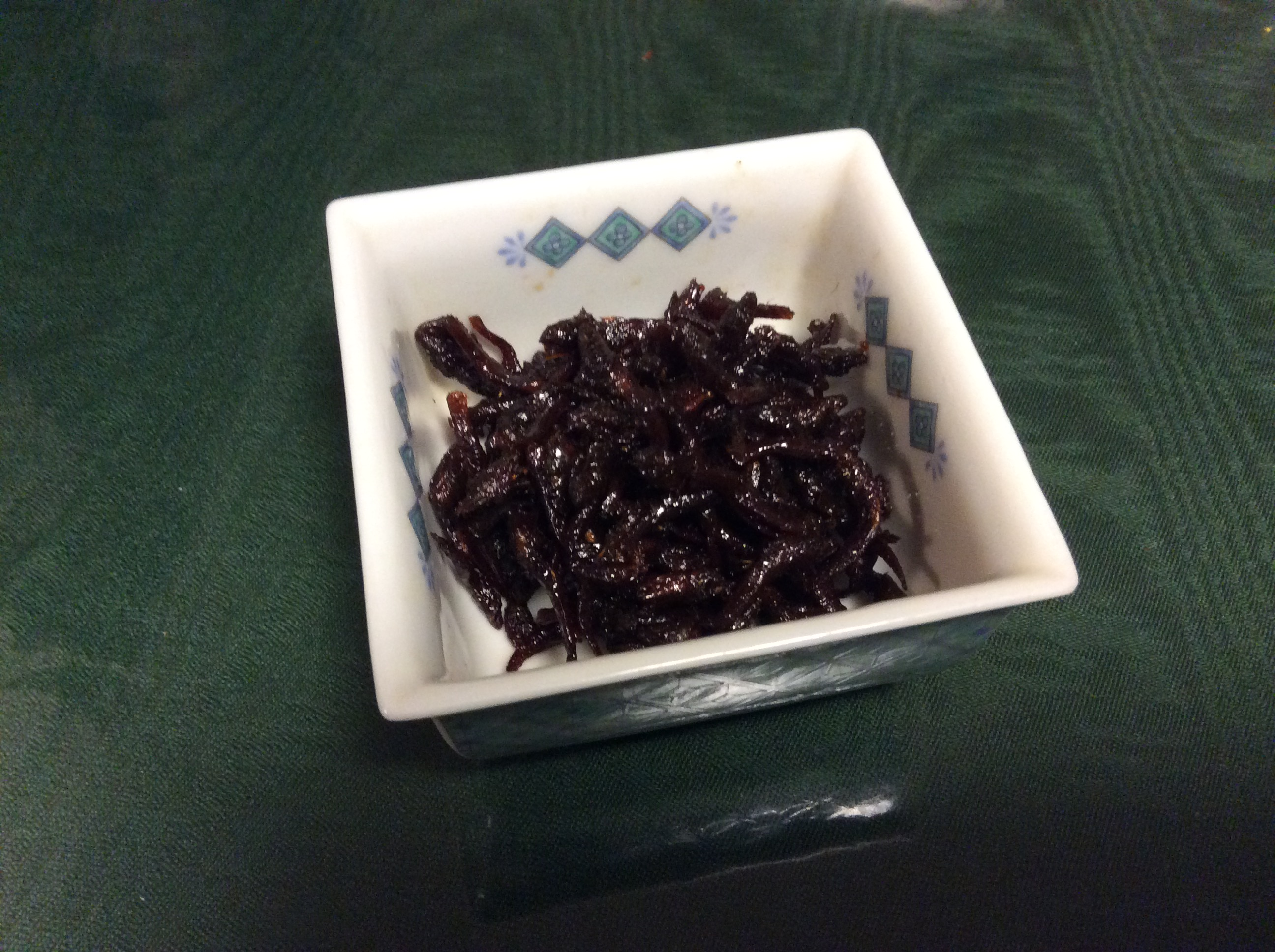
ハゼの佃煮（2017年12月29日撮影）
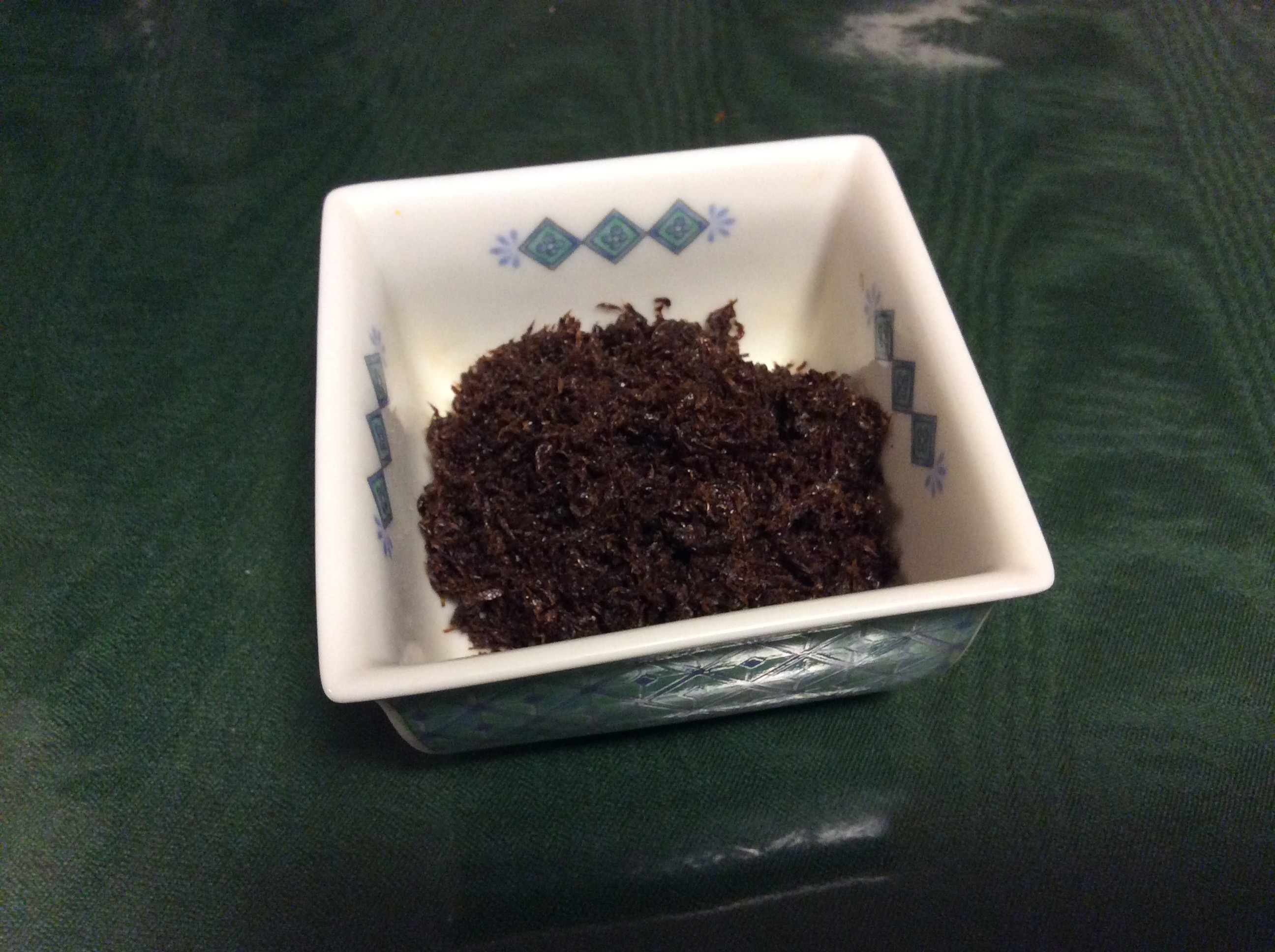
アミの佃煮（2017年12月29日撮影）
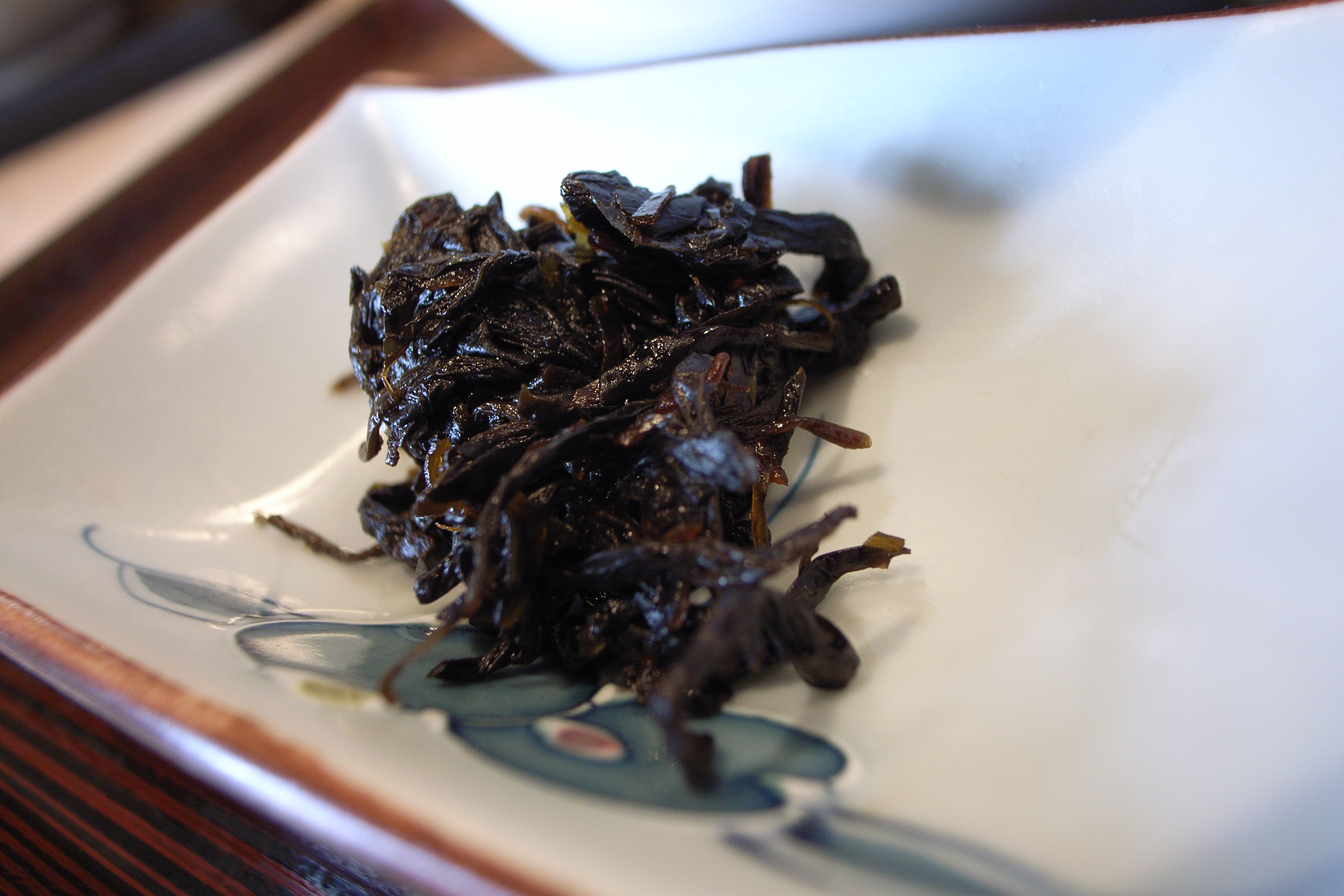
昆布の佃煮
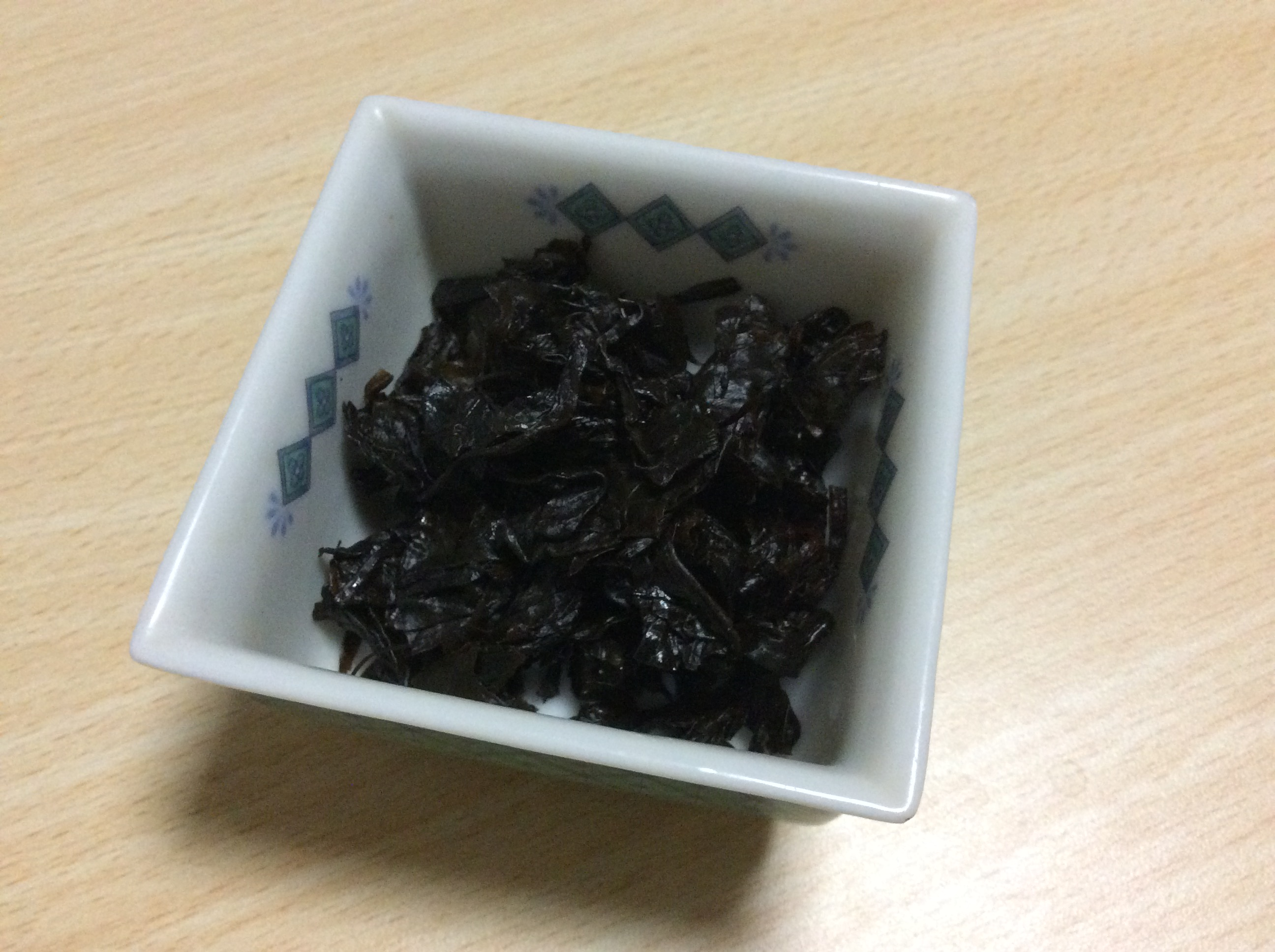
葉唐辛子（ハトウガラシ 2017年12月10日撮影）
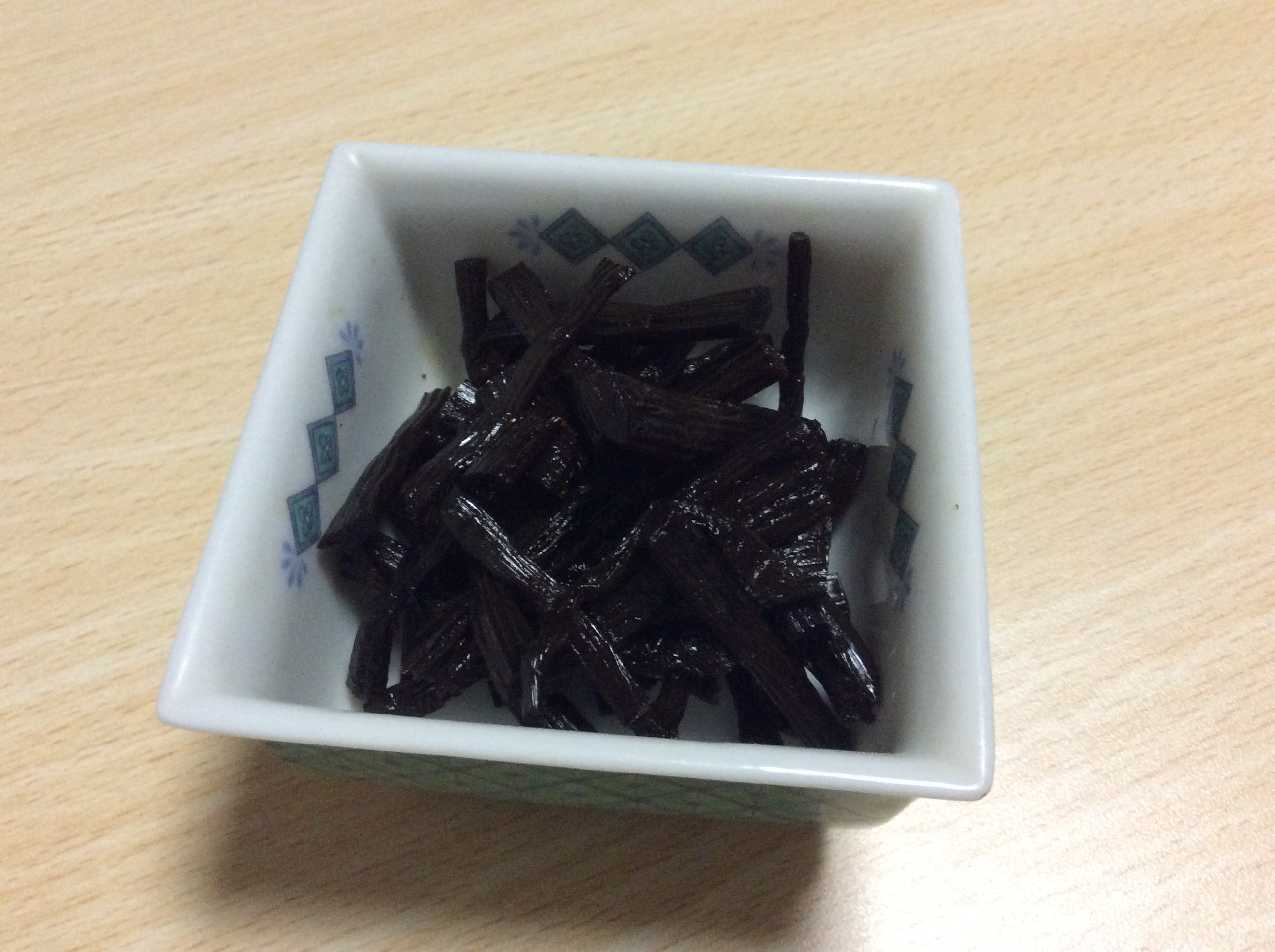
伽羅蕗（キャラブキ 2017年12月10日撮影）
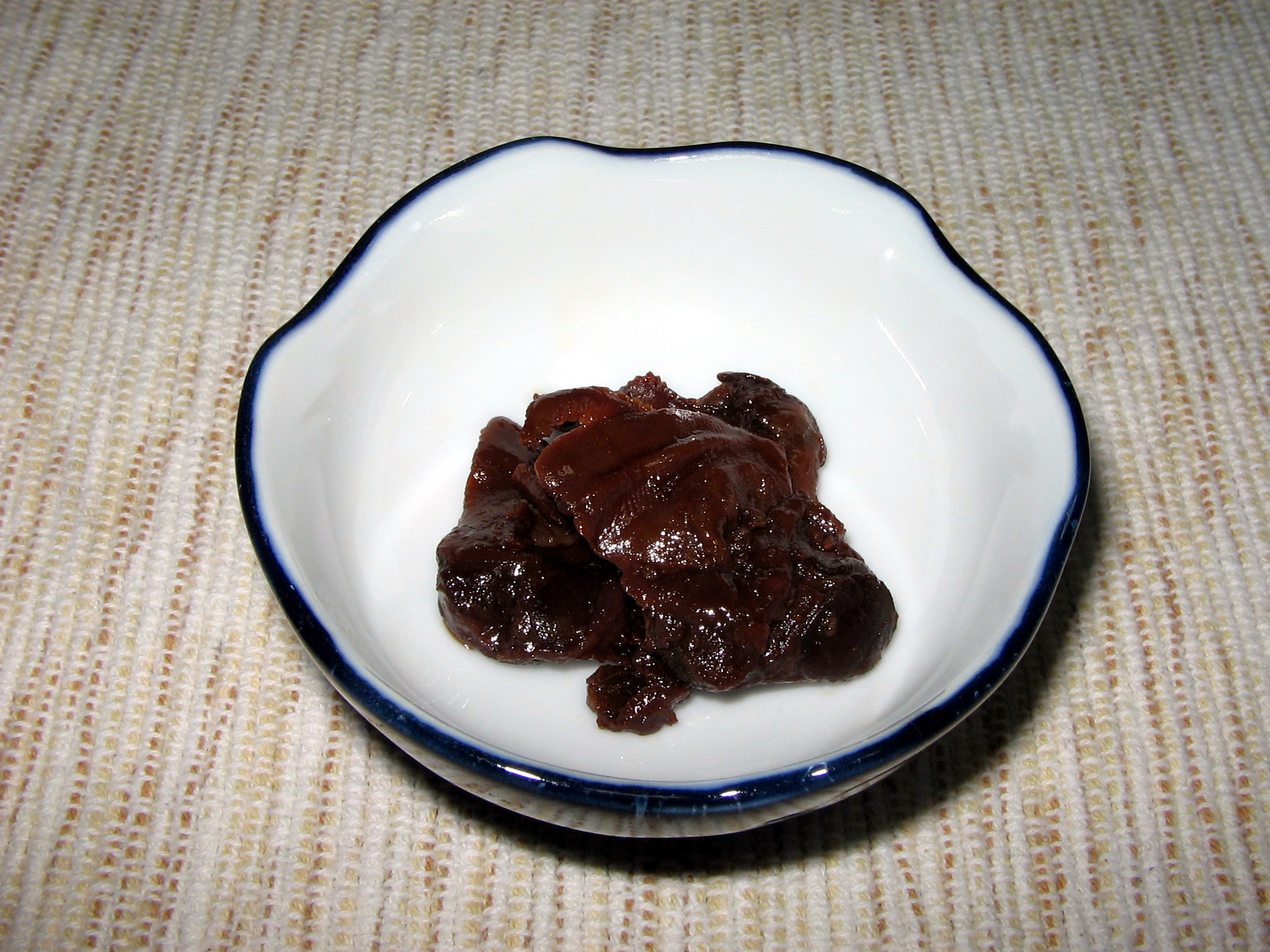
ハマグリの佃煮（時雨蛤）

## 産地
全国各地に、入手しやすい食材や地域の食文化に合わせて多様な佃煮の産地がある。
広島市でも佃煮製造が行われており、1904年（明治37年）から1905年（明治38年）の日露戦争で広島が陸軍の出征拠点となったこと軍需に支えられていたという背景があり、1898年（明治31年）に楠原政之助が広島市中区にて漬物佃煮の缶詰を製造・発売した。
長野県伊那谷や群馬県のような内陸部で海産物が取れない地域では、イナゴ等の昆虫類を煮染めた佃煮が食された。

## 比喩
佃煮は余り物活用の保存用食品であったことから、物が有り余ってもて余すさまを「佃煮にするほど」と表現することもある。